# Xian de Fengshan
Pour les articles homonymes, voir Fengshan (homonymie).
Le xian de Fengshan (chinois simplifié : 凤山县 ; chinois traditionnel : 鳳山縣 ; pinyin : Fèngshān Xiàn ; Zhuang : Fonghsan Yen) est un district administratif de la région autonome Zhuang du Guangxi en Chine. Il est placé sous la juridiction de la ville-préfecture de Hechi.

## Démographie
La population du district était de 189 538 habitants en 1999,dont 58 % de Zhuang, groupe ethnique principalement concentré dans cette région.